# Killing Me Softly with His Song
«Killing Me Softly with His Song» — песня, написанная в 1971 году и ставшая фактически стандартом популярной музыки. Музыка Чарльза Фокса, слова Нормана Гимбела. В основу популярной песни были положены стихи Лори Либерман «Killing Me Softly with His Blues» («Своей тоской/настроением он тихо убивает меня»), на которые Лори Либерман была вдохновлена, по её признанию, выступлением на тот момент ещё неизвестного Дона Маклина в клубе Трубадур в Лос-Анджелесе в 1971 году.
В 1974 году версия в исполнении Роберты Флэк получила три премии Грэмми в категориях Лучшая запись года, Лучшая песня года и Лучшее женское вокальное поп-исполнение. В 1997 году версия в исполнении группы The Fugees получила премию Грэмми в категории Лучшее исполнение дуэтом или группой в стиле ритм-н-блюз.

## Песня и её кавер-версии
Либерман стала первой, кто записал эту песню — она вышла в составе её одноимённого альбома «Lori Lieberman» в 1972 году. Настоящую же известность песне принесло исполнение Роберты Флэк (Roberta Flack) в 1973 году. Четыре недели хит держался на первом месте в Billboard Hot 100. Затем он был смещен песней «Love Train» в исполнении The O'Jays, и вновь вернулся на лидирующие позиции в чартах США, обогнав «Love Train».
В 1975 году инструментальная версия «Killing Me Softly» стала музыкальной темой фильма «Подмокшее дело», с Полом Ньюманом в главной роли. Автор песни Чарльз Фокс фигурирует как дирижёр этой композиции.
Новую кавер-версию этой песни в 1988 году выпустил R&B исполнитель Al B. Sure! на дебютном альбоме «In Effect Mode». Версия имела успех, а Al B. Sure! был выбран в 1989 году как лучший новый соло-исполнитель R&B среди мужчин. В 1996 году песню перепела хип-хоп группа The Fugees, где солировала Лорен Хилл (Lauryn Hill). Их версия достигла второго места в чартах радиоэфира США и аналогичной позиции в Великобритании, где поднялась до первого места, и разошлась тиражом в миллион копий. На волне успеха исполнения The Fugees в 1996 году был сделан ремикс из версии Роберты Флэк, который возглавил Hot Dance Music/Club Play Chart.
Среди прочих, свою версию этой песни сделали известные исполнители: Глория Гейнор, Энгельберт Хампердинк, Нэнси Синатра, Тори Амос, Ева Кессиди, Прешес Уилсон, Перри Комо, Арета Франклин, Майкл Джексон и The Jacksons, Энн Мюррей, Лютер Вэндросс (Luther Vandross), Тони Брэкстон (Toni Braxton), Алишия Киз, Джако Пасториус, Ширли Бэсси, The Singers Unlimited, Youngblood Brass Band, The Plain White T’s, Mina, Susan Wong, MD DJ, Захар Май, дуэт Виктор Фалион — Михаил Поплавский, Леонид Черновецкий и Дима Билан
В 2002 году песня стала значительной частью сюжета фильма «Мой мальчик» («About A Boy»), режиссёры Крис Вайц и Пауль Вайц (Chris Weitz, Paul Weitz). Главный герой фильма мальчик Маркус попадает под насмешки своих одноклассников потому, что решается исполнить песню на концерте школьных талантов. У подростков школы песня вызывает ассоциации с женственностью, излишней романтичностью и эмоциональностью. Маркус же исполнил её ради своей матери, для которой песня была любимой.
В 2006 году песня становится популярным гимном среди болельщиков ирландского футбольного клуба «Шелбурн». Слова песни были немного изменены на «Dillon Me Softly with His Song», обращаясь к бывшему защитнику Шону Диллону (Sean Dillon). После перехода Диллона в футбольный клуб «Данди Юнайтед», гимн последовал за ним.
В разные годы и в разных странах песня была переложена на датский, испанский, итальянский, немецкий, норвежский, португальский, финский, чешский, шведский, эстонский, японский языки.

## Награды и номинации

### Grammy Awards
| Год  | Номинируемая работа             | Категория                               | Результат |
| ---- | ------------------------------- | --------------------------------------- | --------- |
| 1974 | Killing Me Softly with His Song | Лучшая песня года                       | Победа    |
| 1974 | Killing Me Softly with His Song | Лучшая запись года                      | Победа    |
| 1974 | Killing Me Softly with His Song | Лучшее женское вокальное поп-исполнение | Победа    |

### American Music Awards
| Год  | Номинируемая работа               | Категория                         | Результат |
| ---- | --------------------------------- | --------------------------------- | --------- |
| 1974 |                                   | Favorite Female Artist (Pop/Rock) | Номинация |
| 1974 |                                   | Favorite Female Artist (Soul/R&B) | Победа    |
| 1974 | «Killing Me Softly with His Song» | Favorite Single (Pop/Rock)        | Номинация |

## Чарты и сертификации

### ВерсияРоберты Флэк
| Чарт (1973)                              | Высшая позиция |
| ---------------------------------------- | -------------- |
| Australia (Kent Music Report)            | 1              |
| Австрия (Ö3 Austria Top 40)              | 19             |
| Canada (RPM)                             | 1              |
| Ireland (IRMA)                           | 10             |
| Нидерланды (Dutch Top 40)                | 3              |
| Норвегия (VG-lista)                      | 4              |
| Швейцария (Schweizer Hitparade)          | 32             |
| UK Singles (The Official Charts Company) | 6              |
| США (Billboard Hot 100)                  | 1              |
| US Hot R&B Singles                       | 2              |
| US Easy Listening                        | 2              |
| ФРГ (GfK)                                | 30             |

| Чарт (1973)                      | Позиция |
| -------------------------------- | ------- |
| Канада (RPM Year-End)            | 7       |
| США (Billboard Top Soul Singles) | 48      |
| США (Billboard Top Pop Singles)  | 3       |

### ВерсияThe Fugees
| Чарт (1996—1997)                    | Высшая позиция |
| ----------------------------------- | -------------- |
| Австралия (ARIA)                    | 1              |
| Австрия (Ö3 Austria Top 40)         | 1              |
| Бельгия/Фландрия (Ultratop 50)      | 1              |
| Бельгия/Валлония (Ultratop 50)      | 1              |
| Канада (RPM Top Singles)            | 6              |
| Канада (RPM Adult Contemporary)     | 6              |
| Канада (RPM Dance/Urban)            | 1              |
| Czech Republic (IFPI CR)            | 1              |
| Denmark (IFPI)                      | 1              |
| Europe (Eurochart Hot 100)          | 1              |
| Финляндия (Suomen virallinen lista) | 1              |
| Франция (SNEP)                      | 1              |
| Германия (GfK)                      | 1              |
| Hungary (Mahasz)                    | 1              |
| Iceland (Íslenski Listinn Topp 40)  | 1              |
| Ирландия (IRMA)                     | 1              |
| Italy (Hit Parade Italia)           | 1              |
| Нидерланды (Dutch Top 40)           | 1              |
| Нидерланды (Single Top 100)         | 1              |
| Новая Зеландия (Recorded Music NZ)  | 1              |
| Норвегия (VG-lista)                 | 1              |
| Poland (LP3)                        | 2              |
| Шотландия (OCC Scotland)            | 1              |
| Spain (AFYVE)                       | 8              |
| Швеция (Sverigetopplistan)          | 1              |
| Швейцария (Schweizer Hitparade)     | 1              |
| Великобритания (OCC UK Singles)     | 1              |
| Великобритания (OCC UK Hip Hop/R&B) | 1              |
| США (Billboard Radio Songs)         | 2              |
| США (Billboard Adult Contemporary)  | 30             |
| США (Billboard Adult Pop Airplay)   | 20             |
| США (Billboard Dance Club Songs)    | 48             |
| США (Billboard Pop Airplay)         | 1              |

| Чарт (1996)                                         | Позиция |
| --------------------------------------------------- | ------- |
| Австралия (ARIA)                                    | 2       |
| Австрия (Ö3 Austria Top 40)                         | 2       |
| Бельгия (Ultratop 50 Flanders)                      | 2       |
| Бельгия (Ultratop 50 Wallonia)                      | 1       |
| Канада Top Singles (RPM)                            | 43      |
| Канада Adult Contemporary (RPM)                     | 72      |
| Канада Dance/Urban (RPM)                            | 2       |
| Франция (SNEP)                                      | 5       |
| Германия (Official German Charts)                   | 1       |
| Италия (Hit Parade Italia)                          | 6       |
| Нидерланды (Single Top 100)                         | 1       |
| Новая Зеландия (Recorded Music NZ)                  | 2       |
| Швеция (Sverigetopplistan)                          | 2       |
| Швейцария (Schweizer Hitparade)                     | 6       |
| Великобритания UK Singles (Official Charts Company) | 1       |

| Регион | Сертификация  | Продажи    |
| --- | ------------- | ---------- |
| Австралия (ARIA) | 3× Платиновый | 210 000^   |
| Австрия (IFPI Austria) | Платиновый    | 50 000*    |
| Бельгия (BEA) | Платиновый    | 50 000*    |
| Дания (IFPI Danmark) | Золотой       | 45 000     |
| Франция (SNEP) | Платиновый    | 650,000    |
| Германия (BVMI) | 2× Платиновый | 1 000 000^ |
| Италия (FIMI) | Золотой       | 25 000     |
| Нидерланды (NVPI) | 2× Платиновый | 150 000^   |
| Новая Зеландия (RMNZ) | Платиновый    | 10 000*    |
| Норвегия (IFPI Norway) | Платиновый    |            |
| Швеция (GLF) | Платиновый    | 50 000^    |
| Швейцария (IFPI Switzerland) | Золотой       | 25 000^    |
| Великобритания (BPI) | 3× Платиновый | 1 800 000  |
| США (RIAA) | 3× Платиновый | 3 000 000  |
| * Данные о продажах приведены только на основе сертификации. · ^ Данные о тиражах приведены только на основе сертификации. · Данные о продажах + прослушиваниях приведены только на основе сертификации. |               |            |